# Birrhard

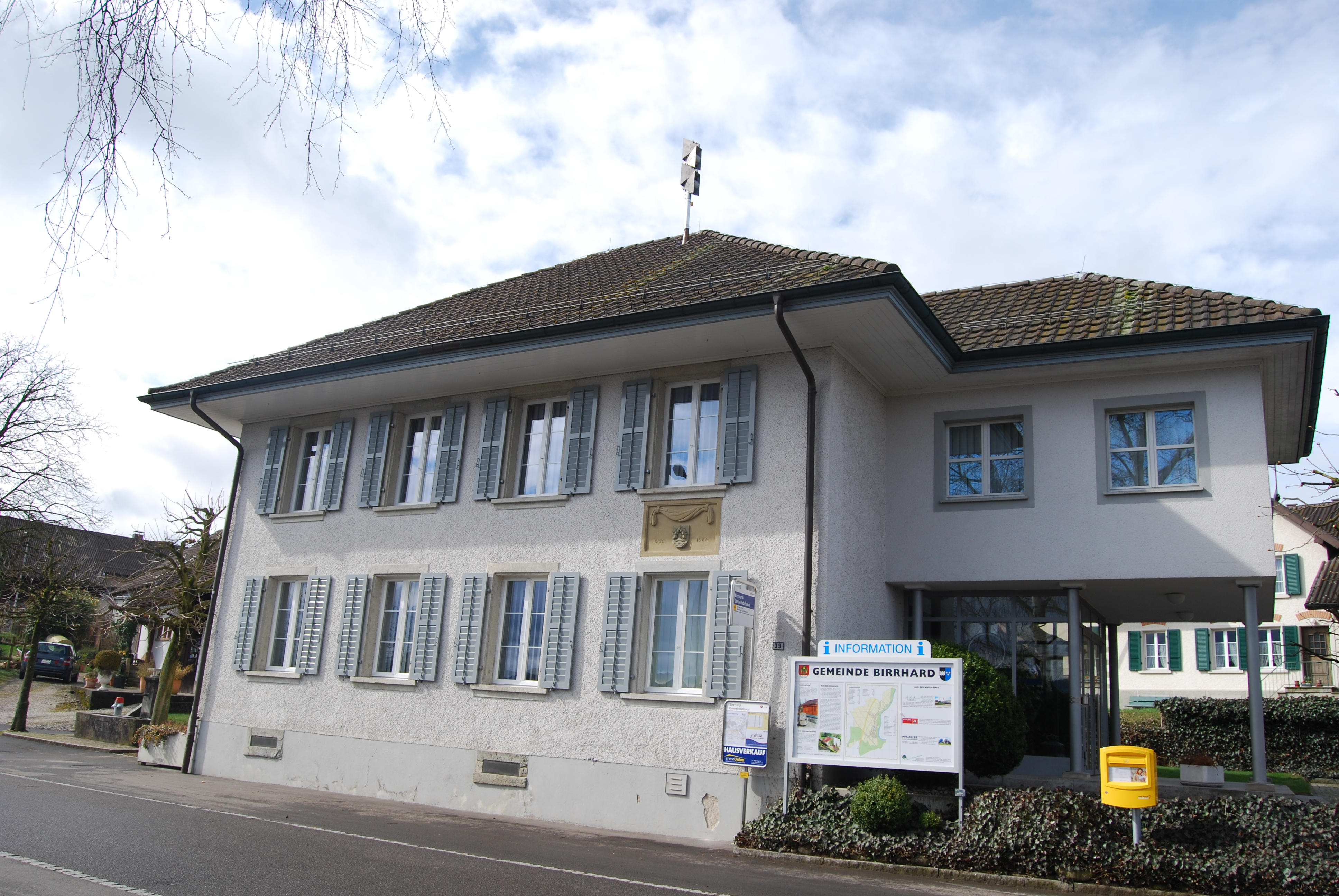
Birrhard.

Birrhard (schweizertyska: Birret) är en ort och kommun i distriktet Brugg i kantonen Aargau, Schweiz. Kommunen har 921 invånare (2023).

## Historia
Birrhard kallades 1254 Birharth när det tillhörde Habsburg.